# مقاطعة كلاريمونت (كارولاينا الجنوبية)
Claremont County, South Carolina هي مقاطعة في كارولاينا الجنوبية، وكيان إقليمي إداري سابق.